# TV Hüttenberg
TV Hüttenberg – niemiecki klub piłki ręcznej z siedzibą w Hüttenbergu, założony w 1969 r., od sezonu 2018/19 występujący w 2. Handball-Bundeslidze.

## Historia
Klub został utworzony w 1969 r. z połączenia TV 05 Hochelheim (będącego członkiem założycielem Bundesligi w 1966 r.) i TV 07 Hörnsheim. W latach 1972–1985 występował w Bundeslidze. W sezonie 1973/74 na 1. miejscu zakończył zmagania w grupie południowej Bundesligi, następnie przystępując do decydujących bojów o mistrzostwo Niemiec – w półfinale jednak przegrał z VfL Gummersbach (10:15 i 16:18). W najwyższej klasie rozgrywkowej ponownie występował w sezonie 2011/12, lecz zajmując 17. miejsce, spadł do 2. Handball-Bundesligi. Po raz kolejny awans uzyskał w sezonie 2016/17, natomiast po roku ponownie został relegowany klasę niżej.
Dwukrotnie awansował do finału Pucharu Niemiec. W sezonach 1976/77 i 1977/78 przegrał w nim z VfL Gummersbach.

## Sukcesy
- Bundesliga:
  - 4. miejsce: 1979/80
  - 5. miejsce: 1977/78[1]
- Puchar Niemiec:
  - Finał: 1976/77, 1977/78[3]